# 阮玉以娛
玉林公主阮玉以娛（越南语：／；1885年8月1日—1942年9月16日），越南阮朝同慶帝長女，生母義妃阮氏。

## 生平
咸宜元年六月二十一日（1885年8月1日），阮玉以娛在順化京城出生。成泰十三年（1901年）二月，以娛下嫁永國公阮有度次子阮有庇。維新二年（1908年）二月，維新帝封以娛為玉林公主。保大十七年八月七日（1942年9月16日），玉林公主去世，享年五十八歲，諡美淑。